# 19417 Madelynho
19417 Madelynho (1998 FG40) là một tiểu hành tinh vành đai chính được phát hiện ngày 20 tháng 3 năm 1998 bởi nhóm nghiên cứu tiểu hành tinh gần Trái Đất phòng thí nghiệm Lincoln ở Socorro.